# Lužec nad Cidlinou

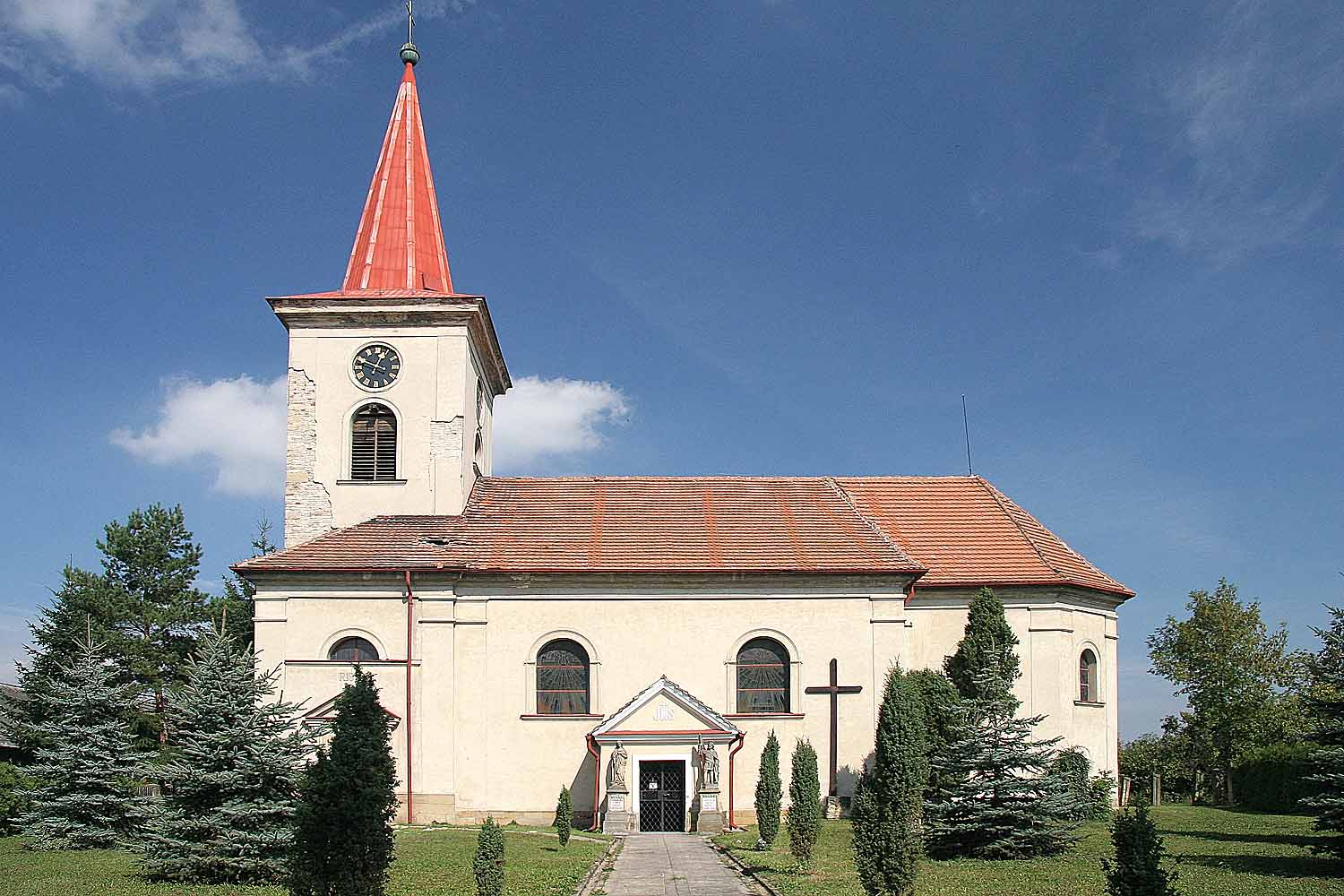
Kirche St. Georg in Lužec nad Cidlinou (2006)

Lužec nad Cidlinou (deutsch Luschetz an der Zidlina) ist eine Gemeinde im Okres Hradec Králové in Tschechien.

## Geographie
Lužec nad Cidlinou ist rund 21 Kilometer von Hradec Králové entfernt. Zu den Gemeinden, die an Lužec nad Cidlinou grenzen, zählen Nový Bydžov, Nepolisy und Lišice im Okres Hradec Králové bzw. im Královéhradecký kraj sowie Běrunice im Okres Nymburk bzw. im Středočeský kraj.
In Lužec nad Cidlinou kreuzen sich zwei Landstraßen. Im Süden des Gemeindegebiets erstreckt sich der See Žabí Lhotka, im Osten fließt der Fluss Lužecký potok. Zu den Einrichtungen in Lužec nad Cidlinou zählen ein Buchhandel, ein Friseur, ein Gemeindezentrum, ein Postamt, ein Sportplatz sowie ein Supermarkt. Es ist zudem eine Freiwillige Feuerwehr vorhanden und es gibt Sportvereine für Fußball und für Radsport.

## Geschichte
Erstmals urkundlich erwähnt wurde Lužec nad Cidlinou 1325. Um 1405 existierte dort eine Festung, die allerdings nicht von großer Bedeutung war und später nicht mehr existierte. 1775 beteiligten sich die Bauern von Lužec nad Cidlinou an einem Bauernaufstand, der jedoch unterdrückt wurde. 1872 wurde im Dorf die Kirche St. Georg erbaut.
Vom 1. Juli 1980 bis zum 23. November 1990 war Lužec nad Cidlinou ein Ortsteil von Nový Bydžov.

## Ortsteile
- Lužec nad Cidlinou

## Bevölkerungsentwicklung
| Jahr      | 1869 | 1880 | 1890 | 1900 | 1910 | 1921 | 1930 | 1950 | 1961 | 1970 | 1980 | 1991 | 2001 | 2011 | 2021 |
| --------- | ---- | ---- | ---- | ---- | ---- | ---- | ---- | ---- | ---- | ---- | ---- | ---- | ---- | ---- | ---- |
| Einwohner | 993  | 1072 | 1085 | 1044 | 1067 | 1040 | 1053 | 778  | 784  | 678  | 625  | 555  | 504  | 505  | 492  |

## Sehenswürdigkeiten
- Kirche St. Georg
- Marienkapelle